# 磐城中央病院
磐城中央病院（いわきちゅうおうびょういん）は、福島県いわき市小名浜南富岡に所在し、公益財団法人ときわ会が運営する病院。正式名称は、公益財団法人ときわ会 磐城中央病院（こうえきざいだんほうじん いわきちゅうおうびょういん）。
いわき市南東部の小名浜地区を拠点とする「ときわ会グループ (Tokiwakai Group) 」に属し、同じいわき市内にある常磐病院と経営母体を同じくする。なお本項では、運営母体である公益財団法人ときわ会を含む「ときわ会グループ」についても後述する。

## 概要
1980年8月、医療法人翔洋会 磐城中央病院（いりょうほうじんしょうようかい いわきちゅうおうびょういん）として開院。2019年9月、公益財団法人ときわ会が医療法人翔洋会から、磐城中央病院の事業を継承。それに伴い、現名称へ変更された。
外来診療は、外科、スポーツ整形外科、リハビリテーション科（運動器機能療法）を中心に行うとともに、ときわ会グループの強みである泌尿器科（ときわ会の母体は「いわき泌尿器科」）や、東北地方では珍しい女性の排尿障害診療に特化した「ウロギネ・女性排尿機能センター」を設置して「ウロギネ・女性排尿機能外来」を開設している。そのほか、睡眠時無呼吸症候群専門外来なども設置する。
入院病棟は、許可病棟のうち一般病棟と療養病棟がほぼ半々で、一般病棟の約半数が地域包括ケア病床となっており、慢性期の治療や、手術後の機能回復訓練などを中心に行っている。
また「健診サロン」を設置して健康診断・人間ドックを実施し、いわき市住民健診（個別健診）の登録医療機関として、地域住民の健康診断にも注力するなど、自治体との連携も重視している。
そのほか、訪問診療や、グループ内の訪問看護ステーションによる訪問看護も行っている。

## 診療科
- 外科
- スポーツ整形外科
- リハビリテーション科
- 泌尿器科
- ウロギネ・女性排尿機能外来
「ウロギネ (Urogynecology) 」とは、泌尿器科 (Urology) と婦人科 (Gynecology) を合わせた造語で、両科の領域にまたがる疾患を総合的に治療し、必要に応じて手術を行う診療科[8]。
- リウマチ科
- 消化器肛門科外来
消化器および肛門の疾患（痔疾など）を総合的に治療する[13]。鎮静剤を使用して苦痛を軽減した経口胃カメラ検査も行っている[14]。
- 睡眠時無呼吸症候群外来
- 総合診療科（2025年5月22日新設[15]）

過去の診療科
- 痛み外来（2025年3月28日をもって診療終了[16]）
同じいわき市内にあるかしま病院の「痛み外来」と同じ医師が担当していた[16][17]。

## 交通アクセス
いずれも自家用車によるアクセス。
- JR常磐線泉駅方面から、県道240号を経て国道6号を北上し藤原川沿い。
- 小名浜市街方面から、県道15号を経て国道6号を北上し藤原川沿い。

## ときわ会グループ
ときわ会グループ（ときわかいグループ）は、福島県いわき市に本部を置く、病院をはじめ医療・福祉施設などの運営を中心事業とする法人・企業グループ。本部所在地はいわき市内郷綴町沼尻62番地。
1982年（昭和57年）3月20日に母体となった「いわき泌尿器科」が開院、2022年3月20日に40周年を迎えた。
グループ全体の福利厚生として子育て支援に力を入れ、従業員のワーク・ライフ・バランスに配慮するとともに、結婚し子供を持っても働き続けられる職場環境の整備に取り組んでいる。

### 沿革
- 1982年（昭和57年）
  - 3月20日 - いわき泌尿器科を開院（院長：常盤峻士、職員19名）。診療科目は泌尿器科と透析科（入院病床19床、人工透析30床）[3][18][7]。
  - 9月 - いわき泌尿器科で院内保育を開始[3]。
- 1984年（昭和59年）10月 - 株式会社シグマを設立[7]。
- 1986年（昭和61年）7月 - 泉中央クリニックを開院[3][7]。
- 1989年（平成元年）11月 - 医療法人社団ときわ会を設立[3][7]。
- 1993年（平成5年）10月 - 大塚台クリニックを開院[7]。
- 1996年（平成8年）3月 - 介護老人保健施設「小名浜ときわ苑」を開設[3][7]。
- 1999年（平成11年）
  - 1月 - 富岡クリニックを開院[3]。
  - 1月 - 北茨城中央クリニックを開院[3]。
- 2000年（平成12年）5月 - 会津クリニックを開院[7]。
- 2005年（平成17年）8月 - 余丁町クリニックを開院[3][7]。
- 2007年（平成19年）
  - 4月 - 株式会社シグマコミュニティを設立[3]。
  - 10月 - 医療法人社団ときわ会（いわき泌尿器科、ときわ会泉中央クリニック）が、財団法人竹林病院を経営統合、財団法人ときわ会を設立[3][7]。
- 2008年（平成20年）
  - 5月 - 訪問看護ステーション「きゅあ」を開設[3]。
  - 5月 - 西花苑コミュニティを開設[3]。
  - 12月 - いわき泌尿器科で病床を22床へ増床、いわき泌尿器科病院へ改称[3][7]。
- 2009年（平成21年）4月 - 学校法人志向学園（「金谷幼稚園」を運営）を合併[3][7]。
- 2010年（平成22年）
  - 4月 - いわき市からいわき市立常磐病院を民間移譲され、財団法人ときわ会常磐病院として開院[3]。
  - 4月 - 竹林病院を、竹林貞吉記念クリニックへ改称[3][7]。
  - 8月 - 介護老人保健施設「楢葉ときわ苑」を開設[3][7]。
- 2011年（平成23年）
  - 3月 - 東日本大震災の影響により、竹林貞吉記念クリニックと富岡クリニックを休院[3]。
  - 3月 - 東日本大震災の影響により、介護老人保健施設「楢葉ときわ苑」を休止[3]。
  - 4月 - いわき泌尿器科病院の病床減床により、いわき泌尿器科へ再度改称[3]。
- 2013年（平成25年）
  - 3月 - 介護老人保健施設「仮設 楢葉ときわ苑」を、いわき市内郷に開苑[3]。
  - 11月 - サービス付き高齢者向け住宅「Well」を開設[3][7]。
  - 11月 - デイサービスセンター「ルピナス」を開設[3][7]。
  - 4月1日 - 公益法人制度改革により、財団法人ときわ会が公益財団法人へ移行[7]。
- 2014年（平成26年）
  - 4月 - 学校法人志向学園が、金谷幼稚園をいわき市内郷綴町金谷から内郷高坂町四方木田へ移転、かなや幼稚園へ改称[7]。
  - 8月 - ときわ会グループに、社会福祉法人光美会（デイサービスセンター「人生の里」および「人生の里」居宅介護支援事業所を運営）が加入[3][7]。
  - 10月 - つばきハウス西公園を開設[3]。
  - 11月 - 富岡町運営委託事業として、富岡町高齢者等サポートセンター「いずみ」を開設[3][7]。
  - 12月 - 福祉用具貸与事業所「Needs」を開設[3]。
- 2015年（平成27年）7月 - 公益財団法人ときわ会が「ゆしまや保育園」を開園。元はときわ会グループ職員用託児室として常磐病院内で運営開始、同院向かいの旧温泉施設「ゆしまや」を改築し保育園として開園。ときわ会グループ職員のみならず地域児童の託児も行う認可保育園となる[20]。
- 2016年（平成28年）
  - 4月 - 日東病院（1938年開院、福島県郡山市[21]）を事業継承、医療法人社団ときわ会日東病院として開院[3][7]。
  - 4月 - 公益財団法人ときわ会が、先端医学研究所RIIM (Research Institute of Innovative Medicine) を開設[3][7]。
  - 9月 - 訪問看護ステーション「きゅあ」を、いわき市平へ移転[7]。
  - 10月 - 東日本大震災の影響で休院していた竹林貞吉記念クリニックが、いわき市平へ移転して診療を再開（訪問看護ステーション「きゅあ」と同ビル内）[7]。
- 2017年（平成29年）4月 - 東日本大震災の影響で休院していた富岡クリニックが、いわき市小名浜へ移転して診療を再開[3][7]。
- 2019年（令和元年）
  - 9月 - 公益財団法人ときわ会および、医療法人社団ときわ会が、医療法人翔洋会の事業を継承[3]。
  - 9月 - 公益財団法人ときわ会に、磐城中央病院と小名浜中央病院が加入[3]。
  - 9月 - 医療法人社団ときわ会に、介護老人保健施設「ヘルスケアホームいわき」、グループホーム「泉なごみの家」、訪問介護「泉なごみの家」、小規模多機能型居宅介護「いこいの宿」、サービス付き高齢者向け住宅「ケアレジデンス小名浜」、「デイサービスセンター薬師前」および「訪問介護薬師前」、「いわき七浜ケアプランサービス」が加入[3]。
  - 10月 - 公益財団法人ときわ会が「ゆしまや第二保育園」を開園[3]。
  - 10月 - 公益財団法人ときわ会および、医療法人社団茶畑会による、地域医療連携推進法人「ふくしま浜通り・メディカル・アソシエーション」を設立[3]。
- 2020年（令和2年）7月 - 小名浜中央病院を、小名浜中央クリニックへ改称（診療所へ変更）[3]。
- 2021年（令和3年）
  - 4月 - 社会福祉法人光美会が、広野町特別養護老人ホーム「花ぶさ苑」の指定管理者となる[3]。
  - 11月 - 日東病院ををリニューアル[3]。
- 2022年（令和4年）
  - 3月 - 特別養護老人ホーム「桜の園」を開設[3]。
  - 4月 - 「トータルサポートセンターとみおか」を開設。これに伴い、富岡町共生サポートセンター「さくらの郷」が開設され、社会福祉法人光美会が指定管理者となる[3]。
  - 4月 - 学校法人志向学園が、いわき市内の小学校に通学する1～6年生を対象に学童保育「ときわ児童クラブ」[22]を開設[3]。
- 2025年（令和7年）
  - 3月28日 - 磐城中央病院の「痛み外来」が診療終了[16]。
  - 5月22日 - 磐城中央病院に「総合診療科」を開設[15]。

### 組織・施設一覧
出典：ときわ会公式サイト「施設一覧」「ときわ会グループ組織図」

#### 公益財団法人ときわ会
- いわき泌尿器科（ときわ会グループの母体）
- 訪問看護ステーション「きゅあ」
- 常磐病院（2010年4月、いわき市より事業継承。グループの中核病院）
- 磐城中央病院（2019年9月、医療法人翔洋会より事業継承）
- ゆしまや保育園（0歳～2歳、病児保育・病後児保育室併設）[19]
- ゆしまや第二保育園（1歳～5歳）[19]
- 先端医学研究所RIIM
- 国際事業部

#### 医療法人社団ときわ会
- 富岡クリニック
- 北茨城クリニック
- 余丁町クリニック
- 日東病院（2016年4月事業継承）
- 介護⽼⼈保健施設「⼩名浜ときわ苑」
- 介護⽼⼈保健施設「仮設 楢葉ときわ苑」
- サービス付き⾼齢者向け住宅「Well」
- デイサービスセンター「ルピナス」
- サービス付き⾼齢者向け住宅「ケアレジデンス⼩名浜」
- デイサービスセンター薬師前
- ときわ会ヘルパーステーション

- 休止中の施設
  - グループホーム「泉なごみの家」
  - 介護⽼⼈保健施設「ヘルスケアホームいわき」
  - ⼩規模多機能型居宅介護「いこいの宿」
  - ときわ会 居宅介護⽀援センター

#### 社会福祉法⼈光美会
- デイサービスセンター「⼈⽣の⾥」、「⼈⽣の⾥」居宅介護⽀援事業所
- 広野町特別養護⽼⼈ホーム「花ぶさ苑」
- 富岡町⾼齢者等サポートセンター「いずみ」
- 富岡町共生サポートセンター「さくらの郷」
  - トータルサポートセンターとみおか
  - 特別養護⽼⼈ホーム「桜の園」

#### 学校法⼈志向学園
- かなや幼稚園
  - ときわ児童クラブ（学童保育）
- 志向学園 ⻘少年健全育成事業

#### 株式会社シグマ
- ⻄花苑コミュニティ
  - 介護付有料⽼⼈ホーム「さくらハウス⻄花苑」
  - サービス付き⾼齢者向け住宅「つばきハウス⻄花苑」
  - デイサービスセンター「あんずハウス⻄花苑」
  - ⻄花苑 居宅介護⽀援センター、訪問介護ステーション
- サービス付き⾼齢者向け住宅「つばきハウス⻄公園」
  - デイサービスセンター「あんずハウス⻄公園」
  - ⻄花苑 訪問介護ステーション ⻄公園サテライト
- 福祉⽤具貸与事業所「Needs」
- Medical fitness Re-Birth（フィットネスクラブ）[24]
  - いわき本店、コンディショニングスペース（いわき市新川町）
  - 富岡店、Re-Birth Cafe[25]（双葉郡富岡町、トータルサポートセンターとみおか内）
  - 町⽥店[注釈 2]、湘南藤沢SST店[注釈 3]

#### ⼀般社団法⼈いちざん会
- ハラル⾷堂（いわき湯本温泉のムスリム観光客向けハラル食堂）[27]
- ときわ塾（ときわ会専用学習塾、グループ職員の子供である中高生を対象）[19]